# Михайлівський Золотоверхий собор (срібна монета)
«Миха́йлівський Золотове́рхий собо́р» — срібна пам'ятна монета номіналом 10 гривень, випущена Національним банком України. Присвячена відродженню Михайлівського Золотоверхого собору — історико-архітектурного пам'ятника Руси-України XII-XYIII ст.
Монету було введено в обіг 3 грудня 1998 року. Вона належить до серії «Духовні скарби України».

## Опис та характеристики монети
| Номінал грн. | Метал            | Маса, грам   | Діаметр, мм. | Якість виготовлення | Гурт     | Тираж, штук |
| ------------ | ---------------- | ------------ | ------------ | ------------------- | -------- | ----------- |
| 10           | срібло 925 проби | 31,1 / 33,62 | 38,6         | пруф                | рифлений | 10 000      |

### Аверс
На аверсі монет в обрамленні рослинного орнаменту соборної мозаїки «Євхаристія» розміщені зображення малого Державного герба України і написи у чотири рядки «УКРАЇНА», «10 ГРИВЕНЬ», «1998» та позначення і проба дорогоцінного металу «Ag 925» та його вага у чистоті «31,1».

### Реверс

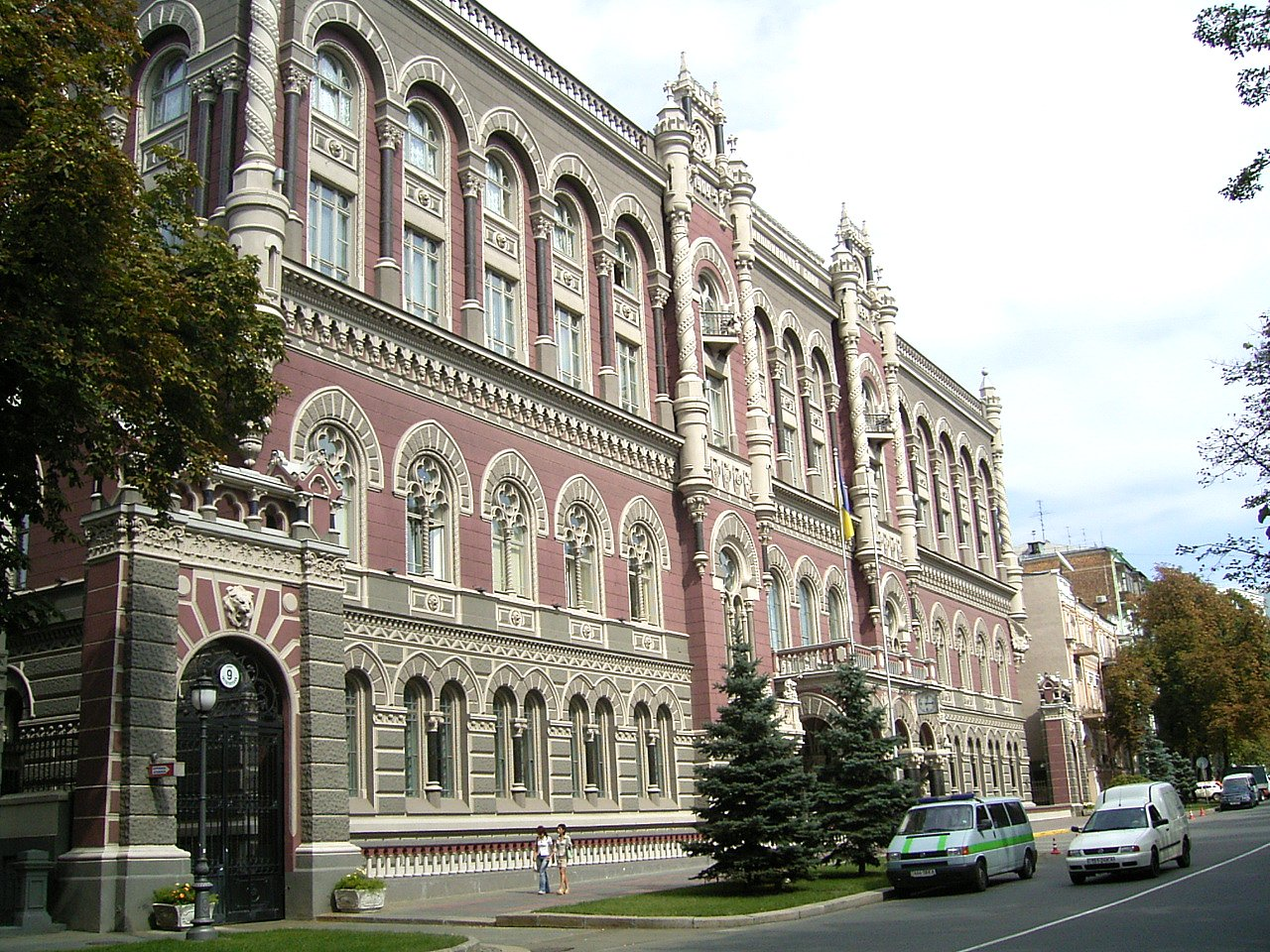
Будівля Національного банку України

На реверсі монет на тлі зображення Михайлівського Золотоверхого собору розміщені силуети дванадцяти апостолів символічної сцени причастя мозаїки «Євхаристія». На монеті розташовано круговий напис «МИХАЙЛІВСЬКИЙ ЗОЛОТОВЕРХИЙ СОБОР XII СТ».

## Автори
- Художники: Таран Володимир, Харук Олександр, Харук Сергій, Козаченко Віталій
- Скульптор — Чайковський Роман.

## Вартість монети
Ціна монети — 618 гривень, була вказана на сайті Національного банку України у 2015 році.
Фактична приблизна вартість монети, з роками змінювалася так:
| Рік        | 2010 | 2011 | 2012 | 2013 | 2014 | 2015 | 2016 | 2017  | 2018  | 2019  | 2020  | 2021  | 2022  | 2023  | 2024  | 2025  |
| ---------- | ---- | ---- | ---- | ---- | ---- | ---- | ---- | ----- | ----- | ----- | ----- | ----- | ----- | ----- | ----- | ----- |
| Ціна, грн. | 600  | 600  | 600  | 650  | 600  | 720  | 750  | 1 300 | 1 100 | 1 060 | 1 030 | 1 100 | 1 300 | 1 900 | 2 400 | 2 900 |